# Fawzia Koofi
Fawzia Koofi (فوزیه کوفی; Badakhshan, 1975) è una politica e attivista afghana.

## Biografia
Nata in una famiglia poligama, Koofi è stata inizialmente rifiutata dai suoi genitori a causa del suo sesso. Suo padre, un membro del Parlamento, aveva sposato una donna più giovane e sua madre cercava di avere un figlio maschio per mantenere l'affetto del marito. Il giorno in cui è nata Koofi, è stata lasciata per molto tempo esposta al sole, ma è sopravvissuta. 
Riuscì a convincere i suoi genitori a mandarla a scuola, diventando così l'unica ragazza della famiglia a effettuare degli studi. Successivamente si è laureata all'università di Preston, in Afghanistan, con un master in economia e management. Suo padre è stato membro del Parlamento per 25 anni ma è morto alla fine della prima guerra in Afghanistan (1979-1989), ucciso dai mujaheddin.
Inizialmente voleva diventare un medico, ma ha scelto di studiare scienze politiche e diventare un membro dell'UNICEF. Ha lavorato a stretto contatto con gruppi vulnerabili come gli sfollati interni e donne e bambini emarginati ed è stata responsabile della protezione dei bambini per l'organizzazione dal 2002 al 2004. 

### Carriera politica
Ha iniziato la sua carriera politica nel 2001 dopo la caduta dei talebani, promuovendo il diritto all'istruzione delle ragazze nella sua campagna "Ritorno a scuola".
Dal 2002 al 2004 Fawzia Koofi ha lavorato con l'UNICEF come responsabile della protezione dei minori per proteggere i bambini dalla violenza, dallo sfruttamento e dagli abusi.

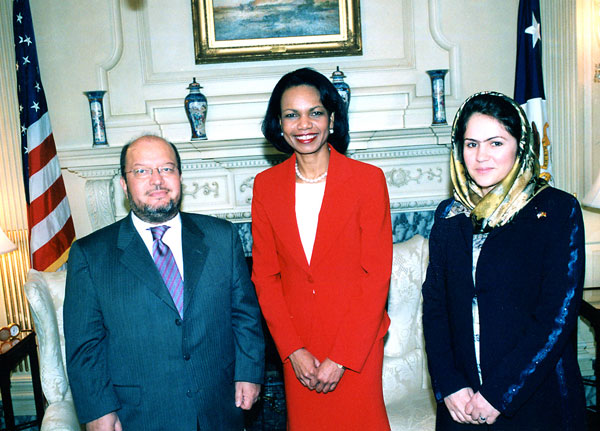
Il Segretario di stato USA Condoleezza Rice con i presidenti del Parlamento afghano, Fawzia Koofi e Sayed Hamed Gailani nel 2006.

Nelle elezioni parlamentari del 2005, è stata eletta alla Wolesi Jirga, la camera bassa dell'Assemblea nazionale afgana, per il distretto di Badakhshan nella parte nord-orientale del paese, ed è stata vicepresidente della camera bassa, il cui presidente è vicepresidente dell'intera Assemblea. È stata quindi la prima donna vicepresidente supplente del parlamento nella storia dell'Afghanistan. È stata rieletta alle elezioni parlamentari del 2010 e poi eletta parlamentare su un totale di 69 membri donne dell'Assemblea.
In Parlamento, si è concentrata principalmente sui diritti delle donne, ma ha anche redatto leggi per la costruzione di strade per collegare villaggi remoti a strutture educative e sanitarie. Nel 2009 ha redatto la legge sull'eliminazione della violenza contro le donne.
Firmata come decreto, la bozza doveva essere votata per diventare un documento ufficiale della costituzione. È stata presentata al Parlamento nel 2013 ed è stato bloccata dai membri conservatori che sostenevano che gli articoli della legge fossero contro l'Islam. Tuttavia, la legge viene applicata in tutte le 34 province dell'Afghanistan e le cause giudiziarie vengono decise in base alla legge.
È sopravvissuta a diversi tentativi di omicidio, compreso uno l'8 marzo 2010, vicino alla città di Tora Bora.
Intendeva candidarsi alla presidenza dell'Afghanistan nelle elezioni presidenziali afghane del 2014 su una piattaforma di pari diritti per le donne, promuovendo l'istruzione universale e l'opposizione alla corruzione politica, ma nel luglio 2014 ha affermato che la commissione elettorale ha spostato la data di registrazione a ottobre 2013 e di conseguenza non si è qualificata per il requisito di età minima di 40 anni.
È stata rieletta membro del Parlamento nel 2014 ma non più vicepresidente. È stata nominata presidente della Commissione per le donne, la società civile e i diritti umani dell'Afghanistan.

### Processo di pace e attentato
Nel 2020, Fawzia Koofi faceva parte del team di 21 membri, che avrebbe dovuto rappresentare il governo afghano nei negoziati di pace con i talebani. Il 14 agosto 2020, è stata colpita al braccio da uomini armati, che hanno tentato di assassinarla vicino a Kabul, mentre stava tornando da una visita nella provincia settentrionale di Parwan con sua sorella Maryam Koofi. È sopravvissuta e ha continuato le negoziazioni dal suo letto di ospedale.

### Fuga da Kabul
Nell'estate del 2021, quando Kabul è stata presa dai talebani e i soldati stranieri lasciavano l'Afghanistan, ha dichiarato a Clarissa Ward della CNN di essere critica per le modalità con cui gli americani lasciavano il Paese. Messa agli arresti domiciliari dai talebani, è riuscita a lasciare il Paese con le due figlie raggiungendo Doha.  

### Impegno per i diritti delle donne e dell'infanzia
Nella sua azione politica ha posto come priorità la difesa dei diritti delle donne e dei minori in Afghanistan.
Alcune delle iniziative che ha sostenuto durante il suo mandato come parlamentare includono: il miglioramento delle condizioni di vita delle donne nelle carceri afghane; l'istituzione di una commissione per combattere il problema della violenza (in particolare la violenza sessuale) contro i bambini; e l'emendamento della legge sullo status personale degli appartenenti alla confessione sciita. 
Ha anche promosso l'istruzione per donne e bambini sostenendo l'accesso a buone scuole e creando opportunità di istruzione non formale per i cittadini della provincia di Badakhshan. Mentre prestava servizio come vicepresidente nel 2005, ha raccolto fondi privati per la costruzione di scuole femminili in province remote.
Nel 2009 è stata selezionata come Young Global Leader dal World Economic Forum.
Nel 2014 ha visitato gli studenti vittime dei talebani incoraggiandoli a continuare la loro istruzione.  Nel 2020 ha sostenuto una modifica alla legge afghana che ha portato alla campagna #WhereIsMyName guidata da Laleh Osmany per includere i nomi delle donne sulle carte d'identità afghane, descrivendola come un "diritto umano".

## Vita privata
È stata sposata con un uomo di nome Hamid, di professione ingegnere e insegnante di chimica. Il suo matrimonio era stato combinato, ma lei non disapprovava la scelta della sua famiglia. Dieci giorni dopo il loro matrimonio, i soldati talebani hanno arrestato il marito e lui è stato imprigionato. In prigione ha contratto la tubercolosi ed è morto poco dopo il suo rilascio nel 2003. Fawzia Koofi vive a Kabul con le sue due figlie adolescenti.

## Opere
- Fawzia Koofi, Letters to My Daughters, Canada, Douglas & Mcintyre, 2011 ISBN 978-1-55365-876-4
- Fawzia Koofi, The Favored Daughter: One Woman's Fight to Lead Afghanistan into the Future, USA, Palgrave Macmillan, 2012 ISBN 978-0-230-12067-9